# Juan Carlos Pezoa
Juan Carlos Pezoa (San Francisco, Córdoba, es un Ingeniero argentino, fue Secretario de Hacienda de la República Argentina.
Pezoa fue designado por Néstor Kirchner como interventor del Enargas y en diciembre de 2007 reemplazó a Carlos Fernández.
Su actividad como funcionario del Ministerio de Economía es de larga data, y ya se encontraba desempeñando funciones entre 1994 y 1998. Durante su paso por encargas llevó adelante la extensión de la red domiciliaria de gas en las provincias de Salta, Formosa, Chaco, Misiones, Corrientes, Santa Fe y Entre Ríos. La concreción de dichas obras benefició a 103 localidades del Noreste argentino, donde residen 1,37 millones de habitantes.
En octubre de 2011 anunció su retiro para diciembre de ese
año.